# 中馬めぐみ
中馬 めぐみ（ちゅうま めぐみ、1981年3月13日 - ）は、日本の元芸人・タレントである。大阪府出身。大阪府立茨田高等学校卒業。

## 人物・来歴
1999年（平成11年）、松竹芸能に入り、初めはお笑いコンビ 『グロス』のひとりとして活動していた。翌年10月、第4期ワンギャルとして、テレビ番組 『ワンダフル』（TBS）にレギュラー出演し、番組の盛り上げ役をつとめていた。同番組には2001年（平成13年）9月まで出演していたが、T.M.Revolutionの西川貴教に似てることから、「レボ」というあだ名をつけられていた。
その後はタレントとして、テレビ番組 『こたえてちょーだい!』（フジテレビ）に出演するなどしていたが、テレビ出演などがなくなり、2011年に放送された、かつてレギュラーを務めていた「コンビニTV TKOのおきて」の「一夜限りの完全復活スペシャル2時間生放送!」には出演せず、VTR内ではぼかし処理がされていた。
2012年に「有田とマツコと男と女」に出演。現在は芸能界を離れ、リラクゼーションサロンを経営していることを発表した。

## 出演番組
- 「コンビニTV TKOのおきて」(KBS京都)
- 「ワンダフル」（TBS）
- 「こたえてちょーだい!」(フジテレビ)